# سوپرجام فوتبال ایتالیا ۲۰۲۱
سوپر جام فوتبال ایتالیا ۲۰۲۱ سی و چهارمین دورهٔ مسابقهٔ سوپر جام فوتبال ایتالیا است که بین قهرمان سری آ و قهرمان کوپا ایتالیا برگزار می‌شود. تیم‌های حاضر اینترمیلان قهرمان سری آ و یوونتوس قهرمان کوپا ایتالیا هستند.باشگاه فوتبال اینترمیلان با برد در این بازی برای ششمین بار قهرمان سوپر جام فوتبال ایتالیا شد.

## مسابقه
| ۱۲ ژانویه ۲۰۲۲ فینال             | اینترمیلان                                                                | ۲–۱ (و.ا.) | یوونتوس                                                 | میلان                                                              |
| ۲۱:۰۰ ساعت تابستانی اروپای مرکزی | مارتینس ۳۵' (پنالتی) · ژکو '۶۰ · کوره‌آ '۱۰۶ · ویدال '۱۱۸ · سانچز ۱+۱۲۰' · | گزارش      | مک‌کنی ۲۵' · برناردسکی '۴۳ · دیبالا '۱۰۵ · روگانی '۱۰۹ · | ورزشگاه: ورزشگاه جوزپه مه آتزا تماشاگران: ۲۹،۶۹۶ داور: دنیله دووری |